# Phonétique auditive
La phonétique auditive est une branche de la phonétique qui se préoccupe de la façon dont l'oreille perçoit les sons. Elle décrit l'appareil auditif et le décodage des sons.